# Fredy Montero
Fredy Henkyer Montero Muñoz, född 26 juli 1987 är en colombiansk fotbollsspelare som spelar för Seattle Sounders.
Montero har under sin karriär gjort mest avtryck i MLS där under fyra säsonger spelade som Designated Player för Seattle Sounders. Han är för övrigt klubbens bäste målskytt genom alla tider då han hittade nätet 60 gånger. Vid två tillfällen var Montero uttagen i MLS All-Star och spelade en halvlek mot Everton 2009. 
Montero har också gjort fyra landskamper för Colombia.

## Klubbkarriär
Montero föddes i Campo de la Cruz i norra Colombia, som son till en polisman. Som 13-åring började han spela ungdomsfotboll för Deportivo Cali och A-lagsdebuterade som 18-åring innan en utlåning till Academia i Bogotá 2005 för att sedan också bli utlånad i två år till Atlético Huila 2006. Det var i Huila som Montero slog igenom och det var i Huila som Montero vann skytteligan i Torneo Apertura 2007 innan han återvände till Deportivo Cali och blev skyttekung för andra gången i Torneo Finalización 2008. 

### Seattle Sounders
Succén i hemlandet innebar att Montero utlånades till den då nygrundade klubben Seattle Sounders, detta trots stort intresse från Real Betis nere i Andalusien. Under försäsongen gjorde colombianen nio mål på nio matcher för att under sin MLS-debut mot New York Red Bulls göra två mål och bli förste målskytt i klubbens historia (räknat tävlingsmatcher). Utmärkelserna lät inte vänta och Montero blev utsedd till både MLS Player of the Week och MLS Player of the Month.
I april 2009 uttalade Montero sig om en framtida vilja om att spela i Europa i någon av de allra bästa ligorna. Men avfärdade samtidigt ett starkt eftertryckligt rykte gällande en eventuell övergång till Fulham i Premier League. 
Efter sina insatser i MLS blev Montero uttagen i MLS All-Star Game för ett möte med Everton och spelade en halvlek tillsammans med två sina lagkamrater i Seattle, Kasey Keller och Jhon Kennedy Hurtado. Andra spelare i All-Star laget var exempelvis Fredrik Ljungberg, Landon Donovan och Stuart Holden. 
Under 2010 fick Montero permanent uppehållstillstånd i USA och i december meddelade Seattle Sounders att man hade förnyat avtalet och skrivit ett nytt kontrakt med Montero. Ett avtal som innebar att Montero permanent värvades till klubben. Han blev då också klubbens tredje Designated Player och högst betalda spelare med en grundlön på 500 000 dollar. Innan den andra matchen för säsongen 2011 bröt dock Montero sin handled. Han missade två matcher och spelade sedan halvskadad som kan ha bidragit till flera matchers reducerad prestanda. Tillskottet av Mauro Rosales till lagets mittfält hjälpte dock Montero under andra halvan av säsongen. Montero avslutade den ordinarie säsongen av ligan med 12 mål. Han avslutade året med 18 mål i alla tävlingsmatcher. Hans konstanta målskytte gjorde honom till den MLS-spelare som gjorde flest mål i tävlingsmatcherna under 2011. Sounders vann 2011 Lamar Hunt US Open Cup. Montero utsågs då till bäste spelare i turneringen efter att ha gjort tre spelvinnande mål i turneringens tre sista matcher.

### Sporting Lissabon
Efter en kort utlåning till de colombianska mästarna Millonarios hamnade Montero i Sporting Lissabon i den portugisiska huvudstaden Lissabon. Även denna gång rörde det sig om ett lån men med en bekväm utköpsklausul. 
Och debuten i Primeira Liga blev minst sagt lyckosam. I Sportings utklassning mot nykomlingen Arouca gjorde Montero hat-trick. Efter två mål från inlägg (ett med knät och ett med huvudet) så fullbordade Montero sitt hat-trick med att jonglera bollen över sin försvarare för att sedan på volley sätta bollen vid bortre stolpen. Två veckor senare gjorde han öppningsmålet i det klassiska Lissabon-derbyt mot Benfica. Det blev sedan också mål mot både Braga och Olhanense och Montero valdes till månadens bäste spelare under både augusti och september.
Under januari 2014 valde Sporting att använda den tidigare nämnda utköpsklausulen.

### Återkomst i Seattle Sounders
Den 4 mars 2021 återvände Montero till Seattle Sounders.

## Landslagskarriär
Sin första landskamp gjorde Montero i en 4–0-seger mot Panama den 9 maj 2007. Första och hittills enda landslagsmålet kom mot Katalonien den 29 december 2008 på Camp Nou i förlängning. Senaste landskampen var 2009 i en vänskapslandskap mot Venezuela men Montero har under senare år uttryckt sin vilja att återvända till landslaget.